# Cisie (przystanek kolejowy)
Cisie – przystanek kolejowy w gminie Halinów, w województwie mazowieckim, w Polsce.

## Ruch pasażerski[1]
| Rok  | Wymiana pasażerska na dobę |
| ---- | -------------------------- |
| 2017 | 500-699                    |
| 2018 | 500-699                    |
| 2019 | 700-999                    |
| 2020 | 500-699                    |
| 2021 | 500-699                    |
| 2022 | 700-999                    |
| 2023 | 700-999                    |

## Dane ogólne
Przystanek posiada dwa perony krawędziowe standardowej wysokości (wysokie), wykończone w całości elementami betonowymi; oraz murowany budynek. Perony nie znajdują się naprzeciwko siebie i są oddzielone przejazdem z automatycznymi rogatkami.

## Połączenia pasażerskie
Na przystanku zatrzymują się wyłącznie pociągi osobowe obsługujące wszystkie dostępne przystanki.
- Błonie
- Grodzisk Mazowiecki
- Łuków
- Mińsk Mazowiecki
- Mrozy
- Siedlce
- Sochaczew
- Warszawa Zachodnia